# Zjazd gnieźnieński

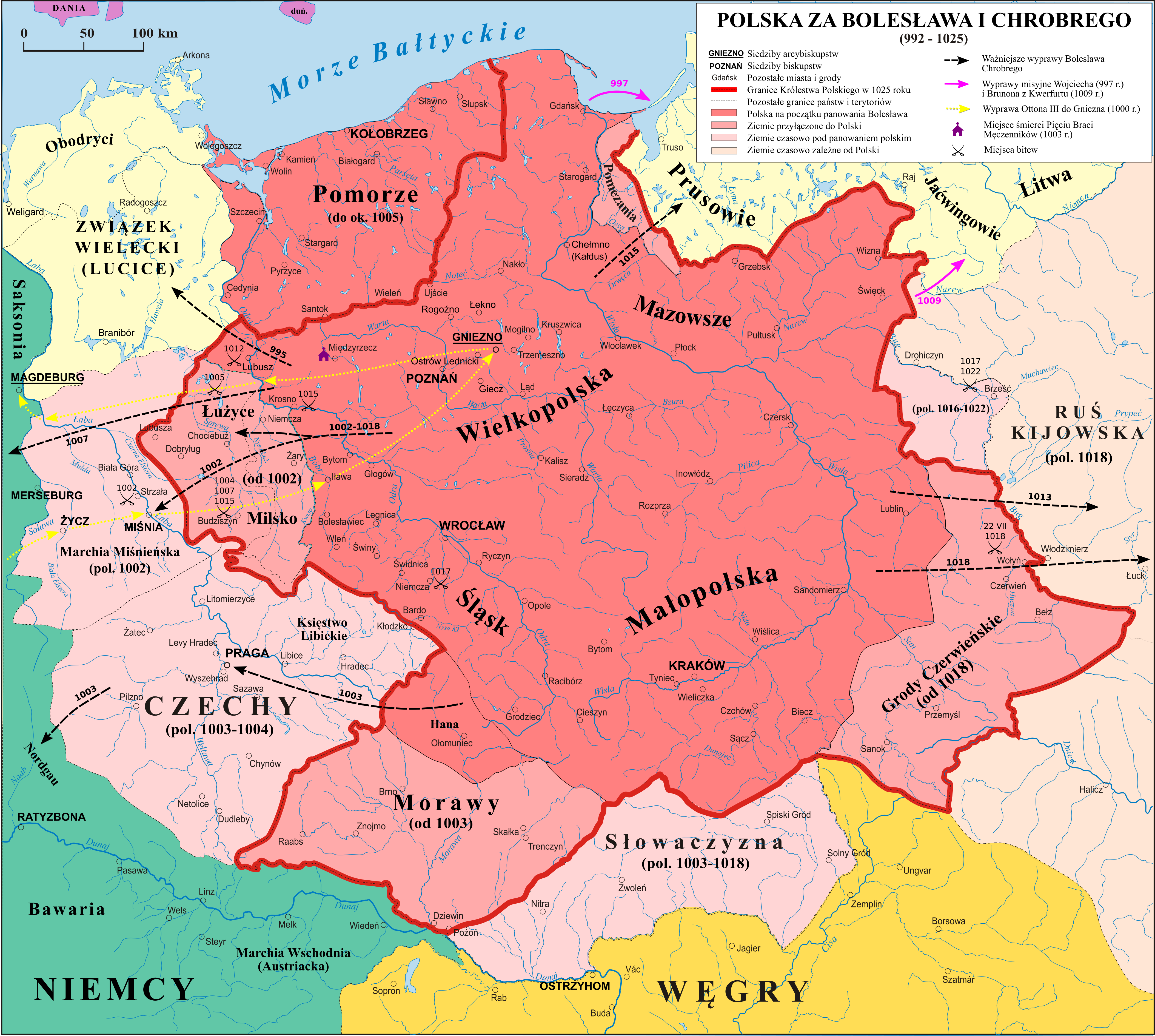
Polska za panowania Bolesława Chrobrego. Trasa Ottona III (żółta), miejsce zjazdu gnieźnieńskiego oraz ustanowione wówczas biskupstwa.

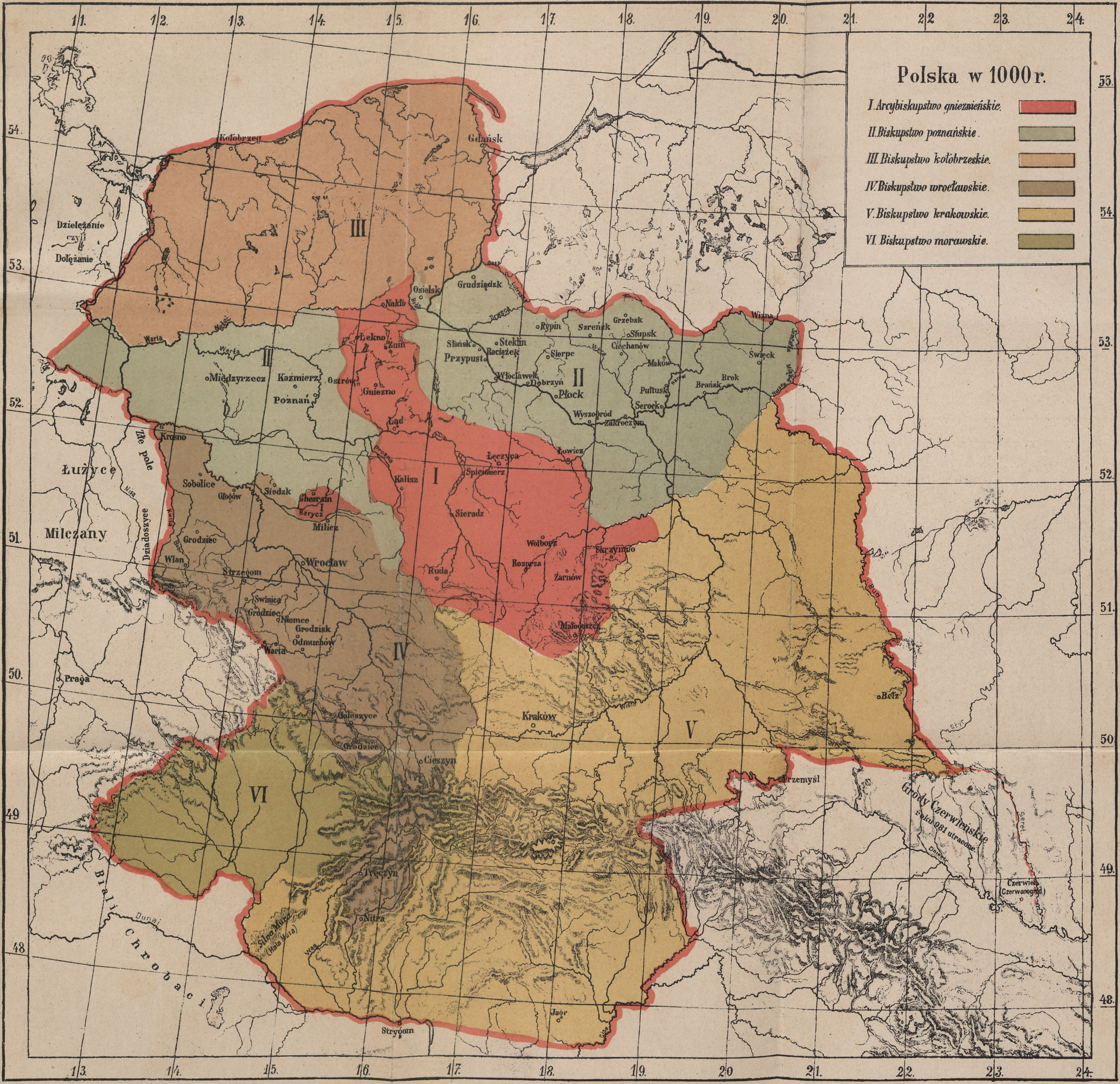
Polska w 1000 roku, podział na biskupstwa, wg Wojciech Kętrzyński "Polska w X wieku" 1894

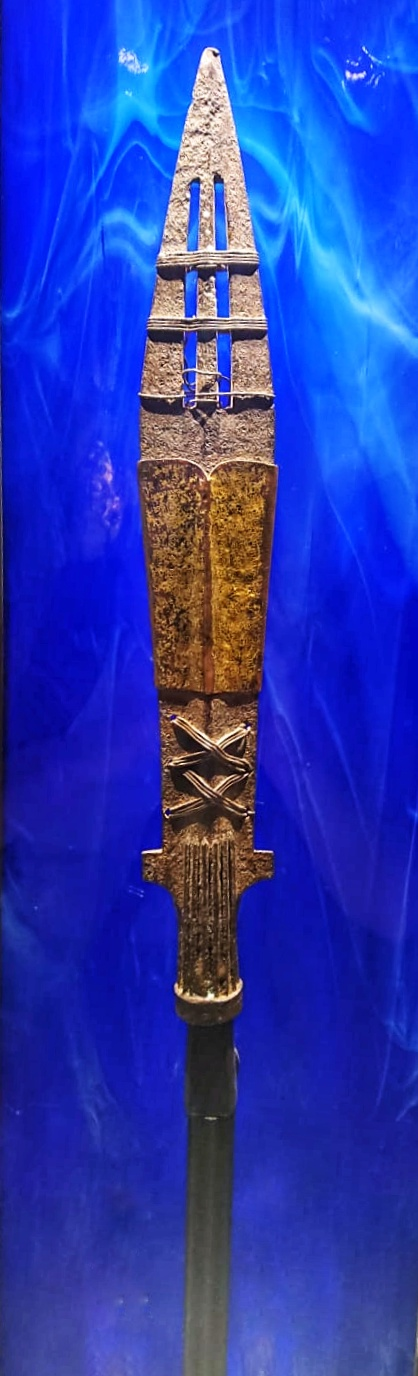
Włócznia Świętego Maurycego wręczona Bolesławowi Chrobremu przez Ottona III w Gnieźnie.

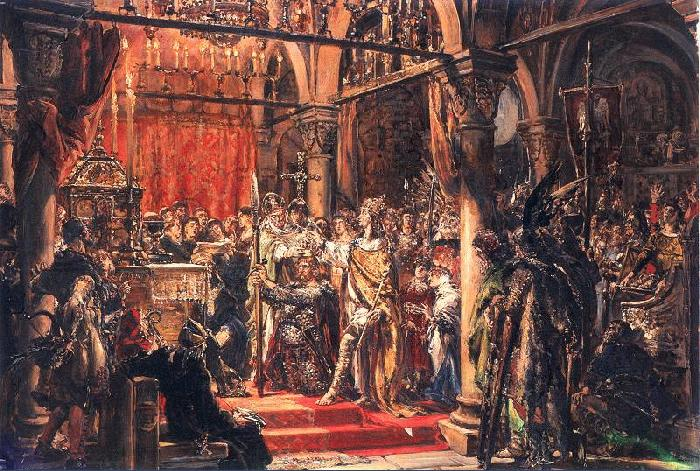
Koronacja pierwszego króla Polski, obraz Jana Matejki. Według ówczesnej historiografii Bolesław Chrobry został koronowany przez Ottona III podczas zjazdu gnieźnieńskiego

Zjazd gnieźnieński – inaczej nazywany też synodem gnieźnieńskim. Była to pielgrzymka cesarza Ottona III do grobu św. Wojciecha, a także spotkanie z księciem Polski Bolesławem w ówczesnej stolicy państwa – Gnieźnie. Zjazd odbył się w marcu 1000 roku.

## Cele zjazdu

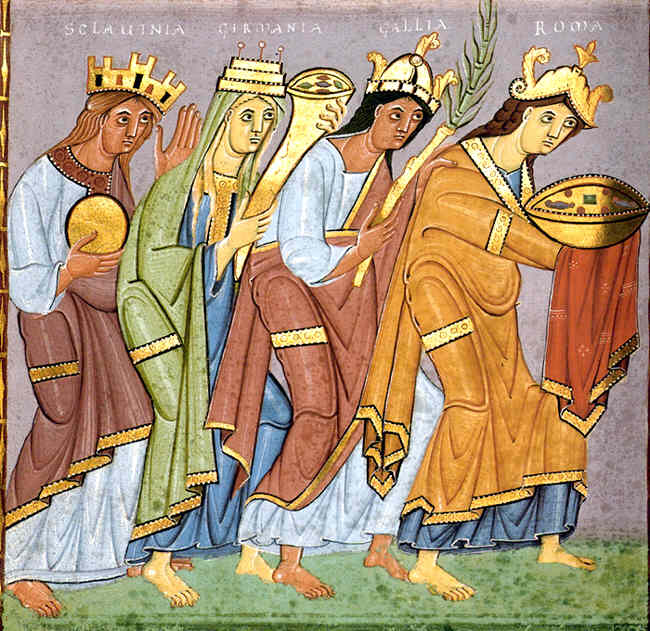
Sclavinia, Germania, Galia i Roma składają hołd Ottonowi III, fragment Ewangeliarza Ottona III z ok. 1000 roku

Otton III przybył do Gniezna, aby pomodlić się przy grobie pierwszego polskiego męczennika – św. Wojciecha, który zginął trzy lata wcześniej z rąk pogańskich Prusów. Cesarz spotkał się tam również z księciem Bolesławem – ówczesnym władcą Polski. Celem tego spotkania było pozyskanie przez cesarza przychylności i poparcia księcia do utworzenia zachodniego cesarstwa uniwersalistycznego, na które miały złożyć się prowincje, każda z królem, podlegającym cesarzowi: Galia, Italia, Germania, Słowiańszczyzna.

## Przebieg i skutki zjazdu

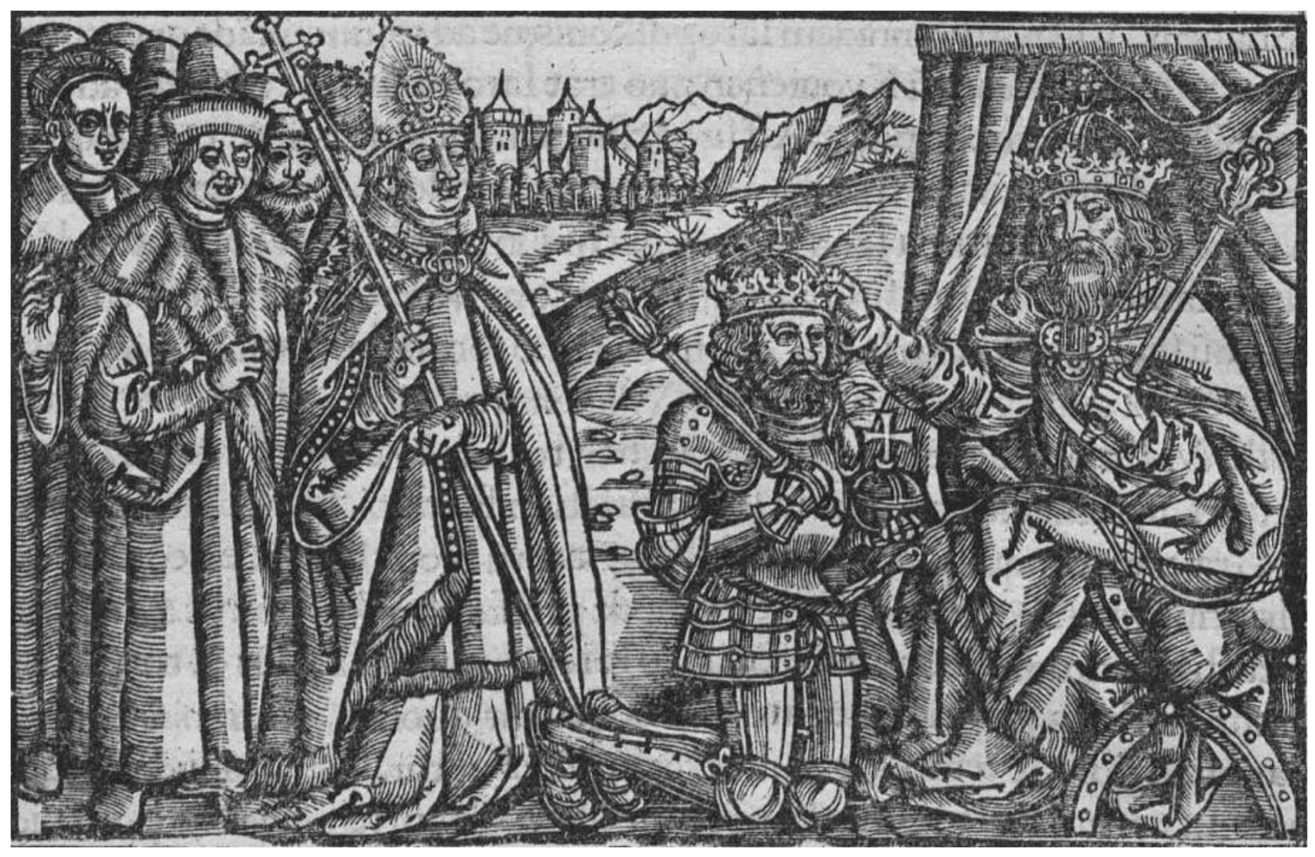
Bolesław Chrobry koronowany w 1000 roku przez Ottona III – rycina z Chronica Polonorum Macieja Miechowity z 1519 roku.

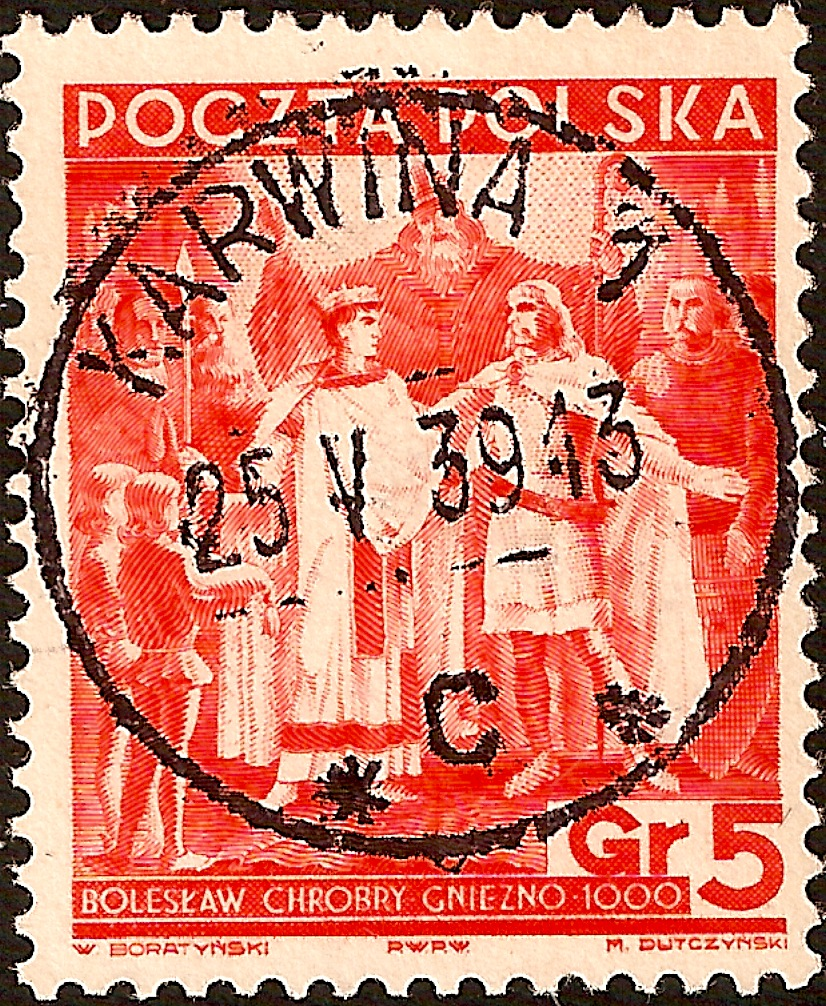
Polski znaczek pocztowy z serii historycznej z 1938 r. przedstawiający scenę spotkania Bolesława Chrobrego z cesarzem Ottonem podczas zjazdu gnieźnieńskiego

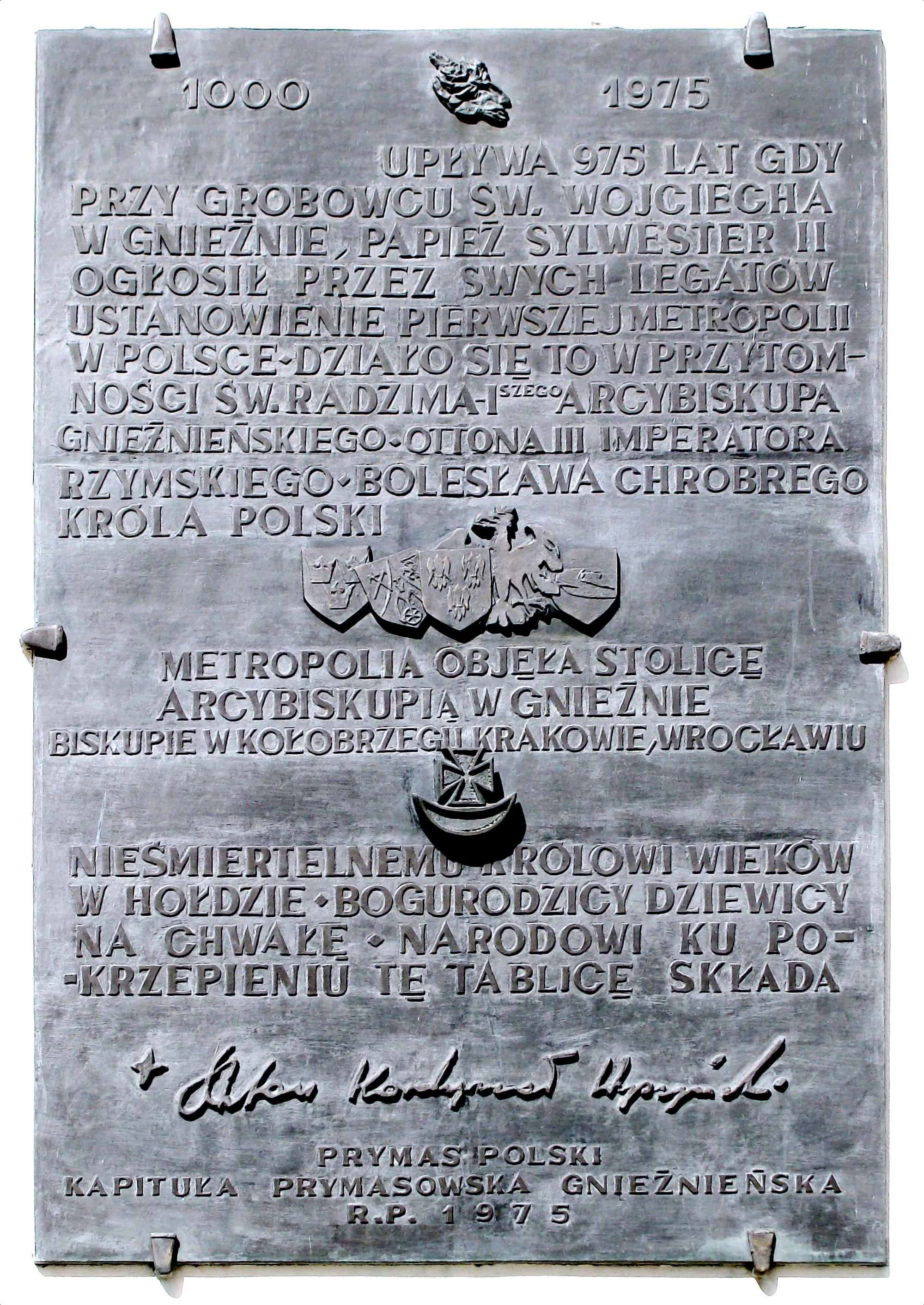
Tablica upamiętniająca utworzenie biskupstw ufundowana przez kard. St. Wyszyńskiego, Gniezno, ściana katedry

Zjazd odbył się między 7 a 15 marca 1000 roku  w Gnieźnie. Do grobu św. Wojciecha przybył cesarz Otton III. Po modlitwie w katedrze spotkał się z księciem Bolesławem. Podczas zjazdu Otton nałożył na jego głowę diadem i wręczył kopię włóczni św. Maurycego. W zamian cesarz otrzymał od księcia część relikwii św. Wojciecha. Bolesław przychylił się do planów cesarza o Wielkim Cesarstwie. Najdonioślejszym efektem zjazdu było utworzenie metropolii gnieźnieńskiej – pierwszej metropolii kościelnej w Polsce podległej wyłącznie papieżowi, na czele której postawiono brata św. Wojciecha – Radzima Gaudentego. Wraz z powstaniem nowej metropolii utworzono podległe Gnieznu nowe biskupstwa - sufraganie: krakowską z biskupem Popponem, kołobrzeską z biskupem Reinbernem i wrocławską z biskupem Janem. Biskupstwo poznańskie pozostało poza metropolią gnieźnieńską aż do śmierci biskupa Ungera.
Zjazd z pewnością przyczynił się do umocnienia pozycji Bolesława wobec władców państw sąsiadujących z Polską. Tradycję synodu gnieźnieńskiego (w jego wymiarze kościelnym i europejskim) obecnie podtrzymuje Fundacja św. Wojciecha, która organizuje od 1997 roku kolejne zjazdy gnieźnieńskie.
O przyjęciu Ottona III przez Bolesława Chrobrego napisał w swej kronice z początku XI w. niemiecki biskup Thietmar:

Trudno uwierzyć i opowiedzieć, z jaką wspaniałością przyjmował wówczas Bolesław cesarza i jak prowadził go przez swój kraj aż do Gniezna. Gdy Otto ujrzał z daleka upragniony gród, zbliżył się doń boso ze słowami modlitwy na ustach. Tamtejszy biskup Unger [biskup poznański] przyjął go z wielkim szacunkiem i wprowadził do kościoła, gdzie cesarz zalany łzami, prosił świętego męczennika o wstawiennictwo, by mógł dostąpić łaski Chrystusowej. Następnie otworzył zaraz arcybiskupstwo. Arcybiskupstwo to powierzył bratu wspomnianego męczennika Radzimowi [...]. Po załatwieniu tych wszystkich spraw cesarz otrzymał od księcia Bolesława wspaniałe dary i wśród nich, co największą sprawiło mu przyjemność, trzystu opancerzonych żołnierzy. Kiedy odjeżdżał, Bolesław odprowadził go z doborowym pocztem aż do Magdeburga, gdzie obchodzili uroczyście niedzielę palmową [24 marca].

To wydarzenie opisał również w swej kronice Gall Anonim:

Bolesław przyjął go tak zaszczytnie i okazale, jak wypadało przyjąć króla, cesarza rzymskiego i dostojnego gościa. Albowiem na przybycie cesarza przygotował przedziwne wprost cuda; najpierw hufce, przeróżne rycerstwa, następnie dostojników rozstawił jak chóry, na obszernej równinie, a poszczególne, z osobna stojące hufce wyróżniała odmienna barwa strojów. A nie była to tania pstrokacizna, byle jakich ozdób, lecz najkosztowniejsze rzeczy, jakie można znaleźć gdziekolwiek na świecie [...]. Zważywszy jego chwałę, potęgę i bogactwo cesarz rzymski zawołał w podziwie: Na koronę mego cesarstwa, to co widzę większe jest niż wieść głosiła [...]. A zdjąwszy z głowy swej diadem cesarski, włożył go na głowę Bolesława na zadatek przemierza i przyjaźni [...] i za chorągiew tryumfalną dał mu w darze gwoźdź z krzyża Pańskiego wraz z włócznią św. Maurycego, w zamian za co Bolesław ofiarował mu ramię św. Wojciecha. I tak wielką owego dnia złączyli się przyjaźnią, że cesarz mianował go bratem i współpracownikiem cesarstwa i nazwał go przyjacielem i sprzymierzeńcem narodu rzymskiego.